# Kellits
Kellits är en ort i Jamaica.   Den ligger i parishen Clarendon, i den centrala delen av landet, 50 km väster om huvudstaden Kingston. Kellits ligger 721 meter över havet och antalet invånare är 2 631. Den ligger på ön Jamaica.
Terrängen runt Kellits är huvudsakligen kuperad, men norrut är den platt. Kellits ligger uppe på en höjd. Runt Kellits är det ganska tätbefolkat, med 207 invånare per kvadratkilometer. Närmaste större samhälle är Ewarton, 19,7 km öster om Kellits. Omgivningarna runt Kellits är en mosaik av jordbruksmark och naturlig växtlighet.